# Kalara
Kalara là một thị trấn thống kê (census town) của quận Haora thuộc bang Tây Bengal, Ấn Độ.

## Nhân khẩu
Theo điều tra dân số năm 2001 của Ấn Độ, Kalara có dân số 23.129 người. Phái nam chiếm 52% tổng số dân và phái nữ chiếm 48%. Kalara có tỷ lệ 64% biết đọc biết viết, cao hơn tỷ lệ trung bình toàn quốc là 59,5%: tỷ lệ cho phái nam là 68%, và tỷ lệ cho phái nữ là 60%. Tại Kalara, 14% dân số nhỏ hơn 6 tuổi.